# Nano Peylet
Nano Peylet est un musicien Klezmer français.

## Carrière
Il a fondé le groupe de jazz Arcane V avec le guitariste Philippe Gumplowicz, le contrebassiste Michel Saulnier et le batteur-percussionniste Youval Micenmacher.  
Il est le clarinettiste du groupe Bratsch.
Avec Denis Cuniot, il fonde en 1983 le duo Peylet-Cuniot, et, deux ans plus tard, l’Orient Express Moving Schnorers. 

## Albums
- 1978. Arcane V ''Marron Dingue'', chez Exit Records
- 1989. duo Peylet-Cuniot (Vol1) Musique des klezmorim et de leurs descendants, chez Buda Musique
- 1992. duo Peylet-Cuniot (Vol2) Musique klezmer d’hier et de demain, chez Buda Musique
- 1993. Nano Peylet and friends, chez Buda Musique
- 1996. Les lendemains de la veille, Orient Express Moving Schnorers, Transes Européennes dirigée par Pablo Cueco
- 2000. duo Peylet-Cuniot (Vol3) L’Amour des niguns, chez Buda Musique